# Военная диктатура (Португалия)
Военная диктатура — период, последовавший за революцией 28 мая 1926 года. Относительно его продолжительности, есть две точки зрения:
- С 1926 по 1928 год: между датой военного переворота 28 мая 1926 года и избранием Оскара Кармоны президентом республики 25 марта 1928 года;
- С 1926 по 1933 год: между датой военного переворота 28 мая 1926 года и вступлением в силу Конституции Португалии 1933 года, провозгласившей   Estado Novo[4] или Вторую Португальскую Республику[5].

Период между 1928 и 1933 годами иногда определяют как национальную диктатуру.

## Режим
Военная диктатура началась с публикации 16 ноября 1926 года указа, назначавшего генерала Кармону (Кармона, Ошкар) президентом республики на временной основе. После роспуска парламента военные заняли основные позиции в органах управления.
Это был период, подавления всех партии, ранее боровшиеся между собой. Эти партии решили выразить свое недовольство, направив в январе 1927 года совместное заявление в посольства США, Англии и Франции, в котором сообщалось, что они не признают никаких финансовых действий, осуществляемых португальским государством без одобрения Конгресса. В отместку за такое отношение лидеры партий подписавшие декларацию, были арестованы и отправлены в Кабо-Верде без права на суд.

## Восстания против режима
11 сентября 1926 года в Чавесе произошла первая попытка восстания военных под руководством капитана Альфредо Чавеса. 8 октября была предпринята еще одна неудачная попытка государственного переворота, предпринятая полковником Жуаном ди Алмейдой, лояльным Гомешу да Коста и намеревавшемуся свергнуть Кармону.
3 февраля 1927 г. произошло новое восстание против правительства.  Восстание левых республиканцев произошло  в городе Порту под руководством генерала Соузы Диаша. Несколько дней спустя, 7 февраля, такое же восстание произошло в Лиссабоне под командованием лейтенанта ВМФ Агатао Ланса. Оба восстания были жестко подавлены правительственными силами, в результате чего сотни людей погибли и получили ранения; сотни повстанцев были арестованы и отправлены на Азорские острова, в Мадейру, Гвинею, Кабо-Верде и Анголу.  
Несколько месяцев спустя, в августе, произошла неудачная попытка правого переворота, совершенная членами организации Лузитанского Интегрализма. Попытки свергнуть диктаторский режим предпринимались и за рубежом, особенно в Париже .

## Экономика
Диктатуру преследовали финансовые трудности, унаследованные от Первой республики и усугубленные технической некомпетентностью нового правительства.  Рассматривалось предложение о внешнем кредите.  Генерал Синель де Кордес, министр финансов, защищал идею заема; с другой стороны, профессор финансов Университета Коимбры Антониу де Оливейра Салазар придерживался иной позиции, утверждая, что нет необходимости прибегать к внешнему кредиту. Заем так и не был предоставлен, потому что требуемые условия были неприемлемыми (международный контроль над финансами Португалии со стороны Общества Наций), а также потому, что существовало опасение утраты колоний. Результатомэтого эпизода стала отставка Синель де Кордеса и приглашение Салазара на пост министра финансов.